# 1966年オーストラリア選手権 (テニス)
1966年 オーストラリア選手権（1966ねんオーストラリアせんしゅけん、1966 Australian Championships）に関する記事。オーストラリア・シドニー市内にある「ホワイトシティ・テニスクラブ」にて開催。

## 大会の流れ
- 男子シングルスは「64名」の選手による6回戦制で行われた。シード選手は16名。
- 女子シングルスは「48名」の選手による6回戦制で行われ、16名の選手に「1回戦不戦勝」（抽選表では“Bye”と表示）があった。シード選手は12名。シード選手でも、1回戦から出場した人と、2回戦から登場した人がいる。2回戦から登場した選手が初戦敗退の場合は「2回戦＝初戦」と表記する。

## シード選手

### 男子シングルス
1. ロイ・エマーソン　（優勝、4年連続5度目）
2. アーサー・アッシュ　（準優勝）
3. フレッド・ストール　（ベスト4）
4. クラーク・グレーブナー　（ベスト8）
5. ジョン・ニューカム　（ベスト4）
6. ルー・ジェラード　（ベスト8）
7. トニー・ローチ　（ベスト8）
8. マーティー・リーセン　（3回戦）
9. ビル・ボウリー　（ベスト8）
10. トム・オッカー　（3回戦）
11. オーウェン・デビッドソン　（3回戦）
12. ケン・フレッチャー　（1回戦、不戦敗）
13. ジョン・コットリル　（3回戦）
14. ハーバート・フィッツギボン　（3回戦）
15. レイ・ラッフェルズ　（3回戦）
16. ロジャー・テーラー　（3回戦）

### 女子シングルス
1. マーガレット・スミス　（優勝、大会7連覇）
2. ナンシー・リッチー　（準優勝）
3. レスリー・ターナー　（3回戦）
4. キャロル・グレーブナー　（ベスト4）
5. ジュディ・テガート　（ベスト8）
6. ゲイル・シェリフ　（3回戦）
7. ジャン・レヘイン　（2回戦＝初戦）
8. マドンナ・シャクト　（ベスト8）
9. ロビン・エバーン　（3回戦）
10. ジョーン・ギブソン　（ベスト8）
11. カレン・クランツケ　（3回戦）
12. ケリー・メルビル　（ベスト4）

## 大会経過

### 男子シングルス
準々決勝
- ロイ・エマーソン vs.  ビル・ボウリー　9-7, 4-6, 4-6, 7-5, 9-7
- ジョン・ニューカム vs.  クラーク・グレーブナー　2-6, 6-1, 6-3, 7-5
- フレッド・ストール vs.  ルー・ジェラード　6-2, 7-5, 7-5
- アーサー・アッシュ vs.  トニー・ローチ　14-12, 6-4, 6-3

準決勝
- ロイ・エマーソン vs.  ジョン・ニューカム　4-6, 6-2, 6-1, 6-2
- アーサー・アッシュ vs.  フレッド・ストール　6-4, 1-6, 6-3, 10-8

### 女子シングルス
準々決勝
- マーガレット・スミス vs.  マドンナ・シャクト　6-1, 6-3
- キャロル・グレーブナー vs.  ジュディ・テガート　6-3, 6-3
- ケリー・メルビル vs.  ジョーン・ギブソン　6-2, 3-6, 6-4
- ナンシー・リッチー vs.  ヘレン・エイモス　6-2, 6-3

準決勝
- マーガレット・スミス vs.  キャロル・グレーブナー　6-2, 6-4
- ナンシー・リッチー vs.  ケリー・メルビル　6-2, 8-6

## 決勝戦の結果
- 男子シングルス： ロイ・エマーソン vs.  アーサー・アッシュ　6-4, 6-8, 6-2, 6-3
- 女子シングルス： マーガレット・スミス vs.  ナンシー・リッチー　不戦勝
- 男子ダブルス： ロイ・エマーソン＆ フレッド・ストール vs.  ジョン・ニューカム＆ トニー・ローチ　7-9, 6-3, 6-8, 14-12, 12-10
- 女子ダブルス： ナンシー・リッチー＆ キャロル・グレーブナー vs.  マーガレット・スミス＆ レスリー・ターナー　6-4, 7-5
- 混合ダブルス： トニー・ローチ＆ ジュディ・テガート vs.  ビル・ボウリー＆ ロビン・エバーン　6-1, 6-3